# 李善 (唐)
李 善（り ぜん、? - 690年）は、中国唐の学者。鄂州江夏県鐘台山（現在の湖北省咸寧市咸安区大幕郷）の出身。本貫は趙郡柏人県。祖父は隋の連州司馬の李贖。父は唐の括蒼県令の李元哲。弟は李昉（李鄘の曾祖父）。子に書家・文人として有名な李邕がいる。『文選』の李善注によって知られる。

## 生涯
『旧唐書』の儒学伝と文苑伝、『新唐書』の文芸伝に李善に関する記載がある。しかし、これらの伝にはかなり矛盾があり、矛盾を解決するための多くの議論がある。
富永一登が整理したところでは、李善はおそらく615年-620年ごろに生まれ、江夏の人であった。634年前後に曹憲に『文選』を学んだ。顕慶年間（656年-661年）に崇賢館直学士となった後、658年（ただし『唐会要』によると661年）に『文選』注の上表を行なった。その後に李賢（章懐太子）に仕え、潞王府記室参軍となった。のち秘書郎に転じ、沛王侍読を兼ねた。その後、経城県（現在の河北省邢台市威県）の県令となり、また賀蘭敏之（武則天の甥）に推薦されて弘文館直学士をつとめた。671年に賀蘭敏之が失脚すると連座して姚州に流された。ほどなく許されたが、以後は官につかず、汴州と鄭州の間で『文選』を教えることに専念した。675年に子の李邕が生まれた。載初元年（689年12月18日 - 690年10月15日）に没した。
『新唐書』は李善の才能をひどく低く評価しており、李善は古今の書物には通じていたものの、文才がなく、「書簏」（本の入れ物。本を読むだけで身についていない人）というあだ名がついていたとする。また、李善がはじめ『文選』注をつくったとき、事柄の説明のみで文意を説明できていなかったので、子の李邕が文義がわかるように補い、李善の注と李邕の注が並び行われたという。この『新唐書』の記述は疑わしく、『四庫全書総目提要』は、『文選』注が書かれたときに李邕はまだ生まれていないことを指摘し、また『新唐書』は小説から取材することが多く、よく調べていないと批判している。富永一登もこの話は李邕を持ち上げるためにわざと李善を低く評価したものとする。
『文選』注以外の著作としては『漢書辨惑』30巻（『旧唐書』儒学伝および経籍志による。『新唐書』芸文志では『漢書辨惑』20巻）、『文選辨惑』10巻（『新唐書』芸文志）、『文選音義』10巻（『日本国見在書目録』）があったらしいが、いずれも伝わっていない。